# Ям (божество)
Ям (угар. 𐎊𐎎‎, Йа́мму, Я́му; ивр. ים‎, Ям — «море») — бог моря и водных источников в религиях восточного побережья Средиземного моря и древней Сирии, позже перешедший в древнеегипетскую религию. Он наиболее известен по угаритским текстам, в частности, по Поэме о Борьбе Силача Баала и Яма, одному из эпизодов Цикла Баала, рассказывающая о том, как Ям выступает в качестве врага Баала и, будучи названным «любимцем Эля», решает возвести себе дворец, с поддержкой отца богов — Эля, тем самым желая стать царём богов. Все прочие боги решили склониться перед ним, кроме Баала, имеющего покровительство двух богинь, Анат и Астарты. Бог ремёсел Котар-ва-Хасис изготавливает Баалу две палицы, с помощью которых Баал побеждает, и за ним признаётся первенство среди богов. Тем не менее, Ям продолжает упоминаться в рассказе и после своего поражения. Этот миф, возможно, отразился на культе Баала, который перенял впоследствии некоторые функции божества моря. Хотя Ям был второстепенным божеством в угаритской религии, он, тем не менее, засвидетельствован как получатель подношений, и было выявлено несколько теофорных имён, ссылающихся на него. В текстах из других археологических памятников Сирии упоминания о Яме в основном ограничиваются теофорными именами. В Эмаре он был одним из многих божеств, почитаемых во время местного фестиваля, зукру, который проводился раз в семь лет.
Ям был известен и в Древнем Египте, хотя нет никаких свидетельств того, что ему активно поклонялись в древнеегипетской религии. Он играет роль в мифе, сохранившемся в так называемом папирусе Астарты, который, предположительно, является адаптацией западносемитских мотивов, хотя и не обязательно Цикла Баала. Ям изображён как враг Эннеады, который требует дани от других богов, а одноимённой богине поручено принести её ему. Сет, выступающий в качестве заместителя Баала, отвечает за победу над ним, хотя исход их битвы известен только по упоминаниям в заклинаниях, поскольку окончание папируса Астарты не сохранилось. Ям также присутствует в Повести о двух братьях.
В еврейской Библии Ям предстаёт как враг Яхве. Предполагается, что его присутствие отражает отсылку к общей западносемитской традиции в ранней израильской литературе. Ещё одна возможная ссылка на Яма была обнаружена в Финикийской истории Филона Библского, эллинистической и эвгемеристической работе, сочетающей финикийские и греко-римские элементы. Предполагается, что одна из фигур, упомянутых в этой работе, Понт, является Ямом.
В сравнительных исследованиях роль Яма в Цикле Баала часто анализируется наряду с другими мифами региона, посвящёнными битвам между фигурами, олицетворяющими погоду и море. Исторически конфликт с Тиамат в Энума Элиш рассматривался как близкая параллель, хотя в более поздних исследованиях также отмечались различия между этими двумя повествованиями и соответствующие роли этих фигур. Сравнение также проводилось между Ямом и Киаше и Хедамму из хурритской мифологии.

## Имя и характеристика
Перевод угаритского слова ym, 𐎊𐎎, Йамму, Яму, Ям — «море», так же в иврите ים, Ям — «море». Слово широко представлено не только в семитских, но и в афразийских языках. В кушитских и некоторых чадских языках оно имеет значение «вода», но в западно-семитских языках оно приобрело значение «море». Его использование в качестве теонима в угаритской религии отражает обожествление соответствующего географического объекта. Ям, соответственно, функционировал как обожествление моря. Он также ассоциировался с другими водными объектами. Утверждается, что в угаритских мифах он полностью антропоморфен. Однако ни один из известных источников не описывает его иконографию. В ранней исследовательской литературе существовало мнение о представлении Яма в облике морского змея, или даже отождествления его с другим угаритским морским змеем — Лотаном, но в самих угаритских текстах такого отожествления нет. Угаритское слово, обозначающее слово «день», yômu , также записывалось с помощью знаков ym. Его аналогами являются аккадский ūmu , древнеарамейский ywm и арабский yawm. Из-за чего первое время после открытия угаритских текстов Яма интерпретировали, как бога дня или солнца.
В литературе Угарита Яму даются эпитеты: mdd ’il, «Любимец Эля»; ṯpt nhr, «Судья-река», «Судия Речной» или «Судья Нахар», где термин «Нахар», «река» выступал, как второе имя Яма. Было высказано предположение, что Нахар изначально мог быть отдельным божеством, которое в конечном итоге было объединено с Ямом. Айча Рахмуни утверждает, что полный эпитет следует понимать как ссылку на речные испытания, в которых, по её предположению, он играл роль, сравнимую с месопотамским богом Идлуругу. Однако Герберт Нир заключает, что этот титул отражал только владычество Яма над пресной водой, поскольку речные испытания не засвидетельствованы в источниках из Угарита. Слово ṯpṭ, «судья» является однокоренным с ивритским shophet, и в связи с этим Циркиным предложена следующая интерпретация эпитета «Судья-река»: Слово ṯpt, «судья», приобретает значение главы или представителя политической власти в третьем и втором тысячелетиях до н. э. в месопотамских царствах Мари и Эбле. По библейскому повествованию, у евреев до возникновения их царства, судьи возглавляли племенной союз Израиль во время его войн с различными соперниками за обладание Палестиной, где судьи, хотя и обладали довольно значительными полномочиями и бывали пожизненными главами союза, всё же не являлись царями. В финикийских западных городах, в том числе в Карфагене, «судьи» были высшими должностными лицами, возглавлявшими правительство. Исходя из этих параллелей, предположительно, что Ям выступает в Цикле Балла, как правитель, не имеющий монархических полномочий и соответственно не увенчанный знаками царского достоинства. Термин nhr, «река» Циркин интерпретирует, как мировую реку, которая обтекает всю землю и у истоков которой живёт бог Эль, а отдельные видимые водные бассейны, включая Средиземное море, — части этой первозданной реки. К Яму также обращались как к «князю», zbl или «Князю Моря», хотя в десяти из одиннадцати случаев этот титул встречается только параллельно с ṯpṭ nhr.
Имя созвучное с угаритском именем Яма было идентифицировано в аккадском диалекте, используемом в Эмаре. Оно было записано клинописью как dYa-a-mi. Созвучные слова, обозначающие море, встречаются в финикийском, арамейском, иврите и арабском. Кроме того, ранняя форма wa-mu или wa-mu-um (/wammu(m)/) также была идентифицирована в эблаитском. Эта форма сохранила «архаичный *w-прототип этой лексемы» до перехода от «w» к «y», засвидетельствованного в северо-западных семитских языках. Как заимствованное слово, слово yammu также засвидетельствовано в египетском языке под различными написаниями, обычно как обозначение Средиземного моря, хотя оно могло функционировать и как теоним.
В текстах из Угарита, написанных слоговой клинописью, последовательность знаков A.AB.BA, в других местах читаемая как аккадское слово tâmtu, могла использоваться для написания обычного слова yammu, а также имени Яма, о чём свидетельствует лексический текст, в котором упоминается dA.AB.BA и логографическое написание теофорного имени 'bdym, ÌR.A.AB.BA. Однако dA.AB.BA не фигурирует ни в одном месопотамском списке богов. Фигура, чьё имя написано таким образом, появляется в Мифе о плуге, тексте, известном только по одной поздней копии нововавилонского или ахеменидского периода, но она женского пола и характеризуется Аароном Тугендхафтом как непохожая на Яма.
Помимо функционирования в качестве отдельного теонима, угаритское слово ym также засвидетельствовано как часть одного из эпитетов Ашеры, rbt 'aṯrt ym, «Морская госпожа Атират». Однако, существует консенсус, что в данном случае имеется в виду обычное слово, а не аллюзия на неизвестный миф с участием Яма и этой богини. Связь Ашеры с морем, понимаемым как водный объект, а не божество, хорошо засвидетельствована, но её природа плохо изучена. Однако Стив А. Виггинс предполагает, что из-за главной роли Яма как морского бога «его владения, вероятно, не были затронуты владениями Ашеры». Два литературных отрывка, в которых могут упоминаться божества как bn ym, «сын моря», также предполагаются как относящиеся к водному объекту, а не к Яму.

## Угаритские тексты
Ям наиболее известен по угаритским текстам, хотя он был божеством низкого ранга в угаритском пантеоне и не имел храма, несмотря на большую роль мореплавания в Угарите. В стандартном списке божеств он занимает тридцатое место, после собрания богов, рассматриваемых коллективно (Puḫru 'Ilīma) и перед Уфату, обожествлённой курильницей. В соответствующем списке приношений он получает барана, как и большинство других божеств. То же животное он получает в тексте, обозначенном как «Жертвенная литургия для богов земли». Ещё одно приношение барана упоминается в тексте RS 1.009, где говорится, что жертвоприношение произошло на третий день неустановленного месяца. RS 1.001, первый текст, обнаруженный при раскопках в Рас-Шамре, описывает ритуал, происходящий в течение одного дня и ночи, и упоминающий жертвоприношение коровы Яму ночью, после аналогичного жертвоприношения Ишаре и перед жертвоприношениями, направленными на Баала и Яриха. В аналогичном списке, RS 24.246, Ям и Баал занимают одну строку вместе, как третья запись, после Ишары и перед Ярихом. Такое расположение может отражать их взаимодействие в Цикле Баала.
В угаритских текстах было выявлено тринадцать людей, носящих теофорные имена, в которых упоминается Ям. Примеры: Ямму’илу («Ям — бог»), 'Илуямму («Бог — Ям»), Милкуямму («Царь — Ям») и 'Абдуямми («Слуга Яма»).

### Цикл Баала

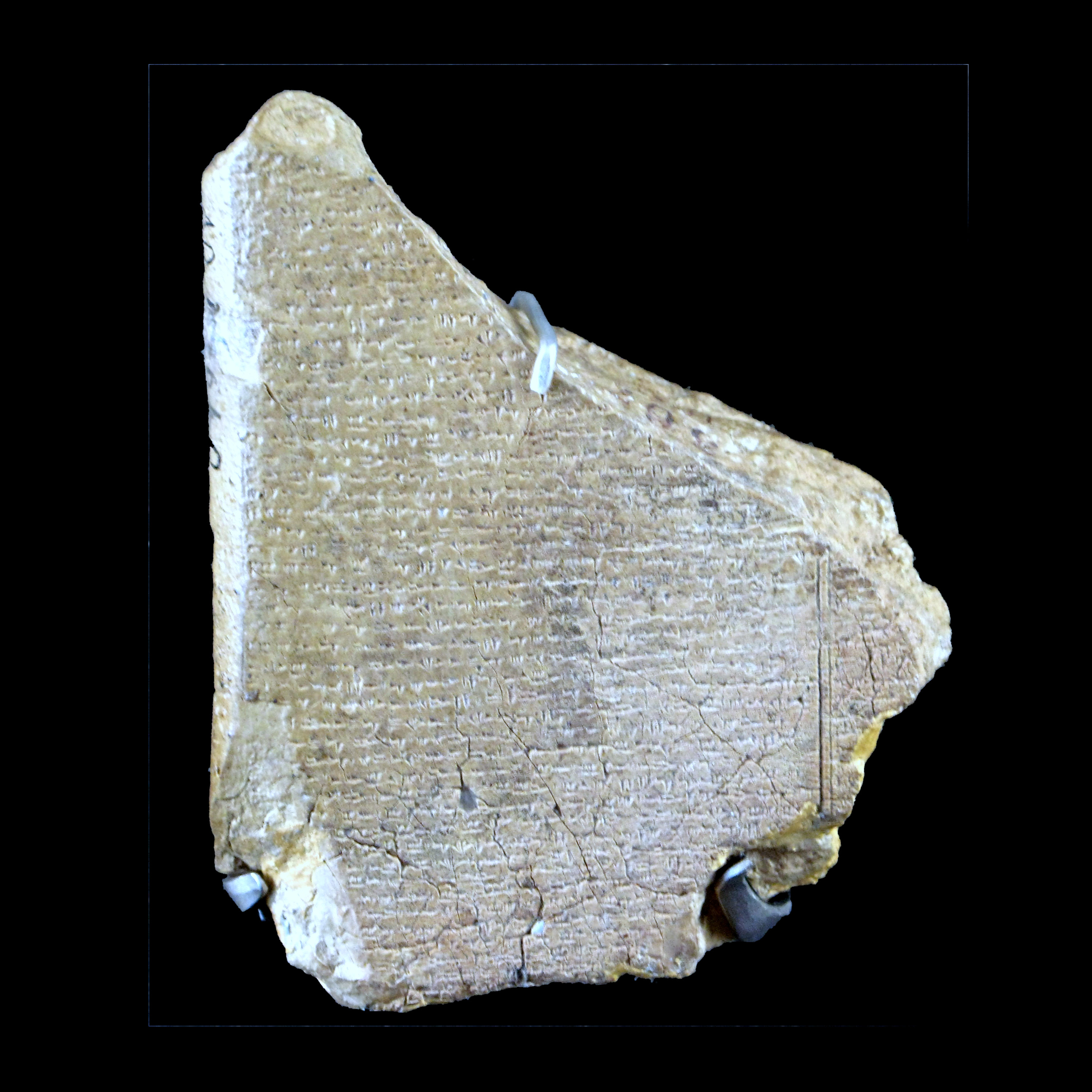
Одна из табличек Цикла Баала. XIV—XIII века до н. э., Лувр

В Цикле Баала (KTU 1.1-1.6) Ям изображён как один из врагов одноимённого бога Баала. Он является его главным соперником в борьбе за статус царя богов. Конфликт между Ямом и Баалом считается одним из трёх основных эпизодов Цикла Баала, двумя другими являются строительство дворца Баала и его конфликт с Мотом. Он составляет примерно треть всей композиции. Теодор Дж. Льюис назвал противостояние между ними «второй самой захватывающей историей в Цикле Баала (лучше только битва Баʿлу с Муту)».
Мотив борьбы между богом погоды и морем впервые появляется в письме, отправленном неким Нур-Сином, представителем Мари в Алеппо, царю Зимри-Лиму. Один из отрывков в нём имеет форму послания от Адада:
Я отдал всю эту землю Яхдун-Лиму! Более того, благодаря моему оружию у него не было соперника. Он оставил меня, тогда землю, которую я отдал ему, я отдал Шамши-Ададу. (...) чтобы я восстановил тебя на престоле дома твоего отца. Я восстановил тебя! Я дал тебе оружие, которым Я сражался с Морем. Я помазал тебя елеем Моего триумфа, так что никто не устоял против тебя.
Утверждается, что заклинание из Эблы, в котором бог погоды Хаддад побеждает змей с помощью Аммарика, может быть ещё более ранним примером, но, согласно Даниэлю Швемеру, убедительных доказательств в пользу этой интерпретации нет. В ранней традиции враг бога погоды был известен как Темтум, «морской нумен» (Meernumen). Имя этой фигуры в клинописи писалось без так называемого божественного определителя — дингира. Печати с изображением бога погоды, поражающего змею, были предварительно идентифицированы как изображение битвы между Ададом и Темтумом. Мацей Попко предположил, что мотив битвы с морем проник во внутреннюю Сирию из Угарита, но эта интерпретация считается маловероятной. Скорее всего, вариант рассказа, известный в Мари, был интегрирован в угаритскую традицию и, в конечном итоге, в Цикл Баала.

#### Поэма о борьбе Силача Баала и Яма
В начале повествования одного их эпизодов Цикла Баала: Поэмы о борьбе Силача Баала и Яма, Ям представлен как кандидат Эля на должность царя богов, и, похоже, он пользуется поддержкой большей части божественного совета. Он описывается как «любимцем Эля» (mdd 'il), что отражает особый статус, присвоенный ему главой пантеона. Он также получает от него новое имя, yw (𐎊𐎆). Его толкование остаётся предметом научных споров, хотя оно было предварительно соотнесено с Йево (Ieuo), известным из Финикийской истории Филона Библского, божеством, которому, вероятно, поклонялись в Берите. Возможно, что Ашера ответственна за провозглашение присвоения Яму дополнительного имени. Эль также обращается к Яму как к своему сыну, что может отражать либо фактическое родство, либо усыновление, связанное с его царским статусом. Кроме того, он приказывает Котар-ва-Хасису построить дворец для морского бога. Его строительство призвано означать его легитимность. Положение Баала в повествовании сравнительно слабее, но он представлен рассказчиком как лучший кандидат на должность царя богов.
Ям также упоминается в отрывке, который следует за описанием того, как Эль заручился помощью Котар-ва-Хасиса, который сосредоточен на Шапаш, но из-за состояния сохранности таблички полный контекст остаётся неясным. Богиня солнца, очевидно, выступающая в роли посланницы, разговаривает с Астаром, который только что узнал о новой должности Яма и выражает недовольство тем, что не был выбран сам. Однако она указывает ему, что если Эль хочет сделать Яма царём, то он не прислушается к мнению Астара. Она также предупреждает его, что если он поставит под сомнение новое положение дел, то Эль может в свою очередь поставить под сомнение его власть. Астар в результате не вмешивается в деятельность Яма. Впоследствии Ям встречается со своими посланниками. Эти два второстепенных божества, к которым обращаются как к «посольству судьи Нахара» (t’dt ṯpṭ nhr), остаются безымянными. Они описываются как огненные. Это навело исследователей на мысль сравнить их с другими посланниками, известными из древнеближневосточной религиозной литературы, которые обладали подобными качествами, такими как месопотамский бог Ишум («огонь»), служитель Эрры, а также ангел из Исх. 3:2, описанный как «огонь горящий», или серафимы, чьё имя происходит от корня *śrp, «гореть». Хотя «слуга Яма» или «юноша Яма»(gml ym) также упоминается в Эпосе о Керете, по мнению Манфреда Креберника, эта фраза может быть лишь поэтическим способом обозначения волны или морского существа в данном контексте. Ям велит посланцам посетить божественное собрание, заранее проинструктировав их не кланяться Элю. Это представляет собой нарушение социальных норм, поскольку теоретически, как божествам низшего ранга, им не разрешается проявлять неповиновение. Им также велено повторить объявление Яма другим богам:
Речение Йамму, хозяина вашего,

господина вашего, Судии Речного:

дайте, боги, того, кого станет защищать,

кого оплачет люд!

Дайте Ба'лу и облако его,

сына Дагану, — я овладею золотом его!».
Как только собравшиеся боги замечают их приближение, они склоняют головы, но Баал упрекает их за это. Реакция собрания, предположительно, отражает подчинение правлению Яма. В конце концов, прибывают посланники, которые, следуя указаниям Яма, не кланяются никому при передаче сообщения. В ответ Эль заявляет, что Баал теперь должен считаться пленником Яма, и обязывает его обеспечить морского бога данью. Баал хочет напасть на посланников, но его останавливают Астарта и Анат. Утверждается, что этот момент повествования представляет собой пик власти Яма над пантеоном, и только Баал готов противостоять ему. Следующий отрывок плохо сохранился, но было высказано предположение, что либо Баал, либо Ям объявляют друг другу битву через посланников.
Начало повествования, описывающего противостояние между двумя соперниками, трудно интерпретировать, но предполагается, что Баал проигрывает и попадает под власть Яма, который, вероятно, описывается как «сито разрушения». Марк С. Смит утверждает, что поскольку Ям всё ещё находится в «апогее своего могущества», Баал, вероятно, проклинает его. Предполагается, что впоследствии он опускается под трон Яма, и третья сторона, возможно, Астарта, подтверждает его поражение, хотя интерпретация этого фрагмента оспаривается. Однако Котар-ва-Хасис успокаивает Баала и изготавливает для него два оружия, заявляя, что он сможет победить Яма. Предполагается, что это либо булавы, либо вымышленное оружие, похожее на молнию, известное по изображениям богов погоды. Оба они получают имена, призванные обозначить их как способные «изгнать» и «прогнать» Яма с его трона. Баал сначала поражает его «Ягарришем» («может изгнать») или Иагрушем («Изгоняющий»), начиная бить его по спине и груди, но безуспешно, и только вторым ударом, используя «Айямарри» («любой может изгнать») или «Айамуром» («Прогоняющий»), он действительно побеждает его, ударяя по темени и меж глаз. Ям падает на землю, хотя бой продолжается. Баал также мог «заманить» его в ловушку. Также была выявлена возможная ссылка на «высыхание» Яма. В следующем отрывке Астарта, согласно большинству исследователей, упрекает Баала, возможно, за то, что он не действовал достаточно быстро или мудро в битве. Альтернативные предложения включают понимание её слов как предупреждения не причинять дальнейшего вреда уже побеждённому Яму или как проклятия, направленного на морского бога. Значение термина, описывающего действия Баала в речи Астарты, bṯ, неясно, хотя было предложен вариант «рассеять» на основе возможного арабского однокоренного слова baṯṯa, и на основе схожей фразы в более поздней части текста, посвящённой победе Анат над Мотом. Астарта впоследствии провозглашает, что Ям теперь их пленник. Это заявление представляет собой обратную ситуацию по сравнению с тем, как Эль приказал Баалу стать пленником Яма в предыдущей части истории. В следующем отрывке неопределённые персонажи, возможно, Астарта и Котар-ва-Хасис, провозглашают царствование Баала и заявляют, что Ям мёртв. Однако вопрос о том, был ли он действительно уничтожен или убит в результате битвы с Баалом, является спорным. Мейндерт Дийкстра считает, что нет, а победа Баала лишь ограничила его власть. Марк С. Смит отмечает, что хотя глагол tkly, используемый для описания завершения поединка, имеет основное значение «уничтожить», в свете дальнейших упоминаний Яма в рассказе возможно, что либо словесное наклонение глагола указывает на то, что Баал «уничтожил бы» его, если бы ему дали шанс, либо что этот отрывок представляет собой реликт более ранней версии рассказа. Смит предполагает, что включение конфликта между Баалом и Ямом в более длинное повествование вызвало необходимость его повторного появления, несмотря на то, что ранняя версия могла просто закончиться его смертью. Возможно также, что постоянное присутствие Яма призвано подчеркнуть, что он представляет собой постоянную угрозу, и намекает на то, что битвы с ним будут повторяться вечно.
Возможно, что после победы над Ямом Баал перенял некоторые его «обязанности», как божества моря. В более позднее время, в Тире Баал–Цафон связывается преимущественно с морем и кораблями. В храме Баала в Угарите были найдены якоря, как дары моряков, что подтверждает переход некоторых функций к Баалу. По мнению Циркина, миф отражал превосходство небесного орошения в виде дождя и росы, которое представлялось в Финикии и Сирии более решающим в земледелии, чем земное, поэтому Ям не казался людям этого региона благодетельным, но выглядел, разрушающей силой и мешающей дождю.
Существует несколько точек зрения на общее содержание мифа. Согласно одной, миф о Баале и Яме, представляют сезонный новогодний праздник, проводимый с декабря по февраль, либо весной, где отмечалось победа Баала над Ямом. Однако уже другая точка зрения отрицает, что Баал герой сезонного мифа. Ещё одна концепция гласит, что миф отражает появления царской власти среди богов, с «повторяющимся культовым актом».

#### Другие появления вЦикле Баала

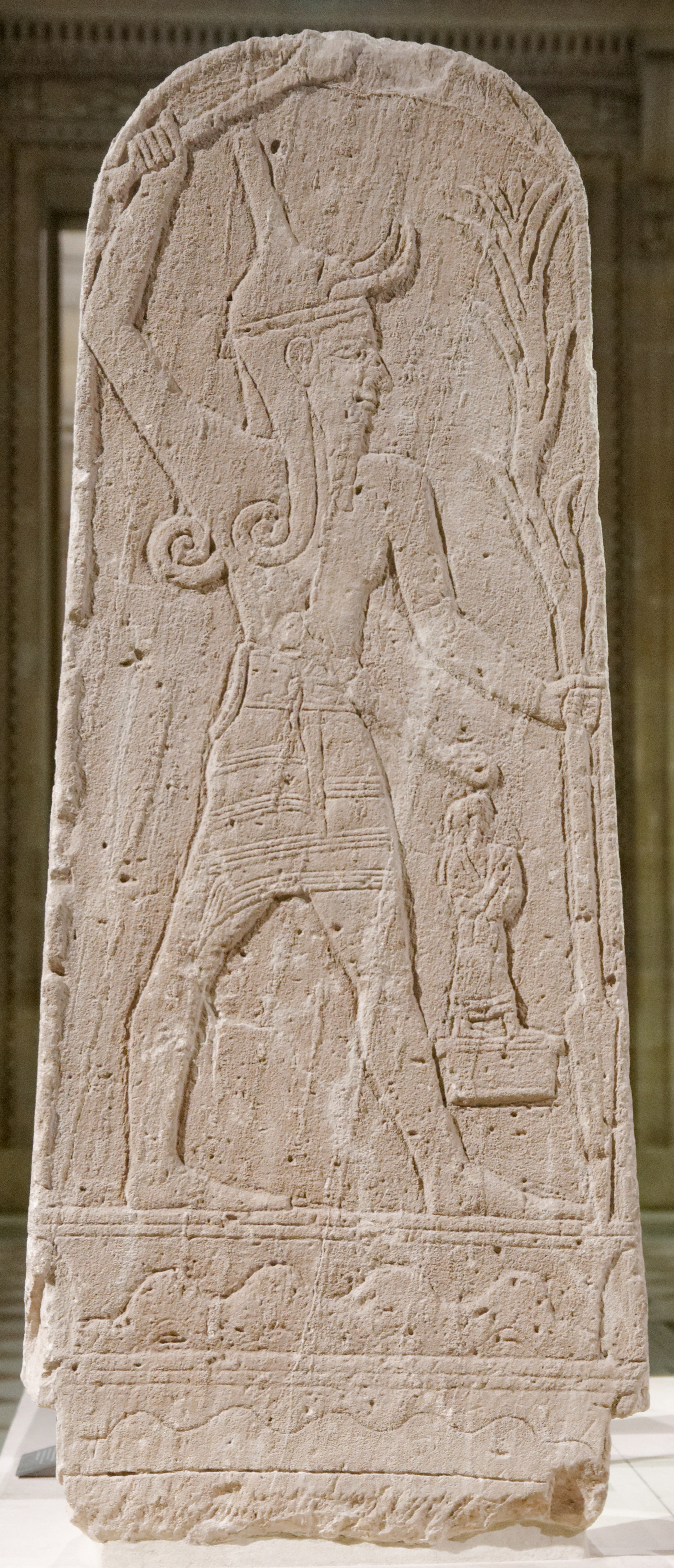
', изображающая его, как бога грозы с громовой дубиной и копьём-молнией. Нижняя волнистая линия представляет господство над морем или горами. XV век до н. э., Лувр

Ям продолжает играть роль в истории Цикла Баала после его поражения. В следующем сразу за этим разделе описывается, как Баал устраивает пир на горе Цафон, возможно, в честь поражения Яма, но ни участники, ни его цель неизвестны из-за лакуны. В другом отрывке Анат упоминает Яма при перечислении врагов, которых она победила после того, как к ней обратились Гупану и Угару:
Так! Я уничтожила любимца Илу, Йамму!

Так! Я прикончила Судию Речного, бога великого!

Так! Я надела намордник на Туннуну,

в узел сплела его,

уничтожила Змея извивающегося,

властителя о семи головах!

Я уничтожила любимца Илу, Аршу,

погубила телёнка Илу, 'Атаку,

уничтожила суку Илу, Ишту,

прикончила дочь Илу, Жабубу!

Я расплющу серебро, 

захвачу золото выдворяющего Ба'лу.
Намерение Анат, похоже, состоит в том, чтобы подчеркнуть связь между всеми перечисленными врагами, включая Яма, и Элем. Её речь может относиться к другому конфликту, связанному с борьбой Баала за царствование, хотя её также интерпретировали как пережиток изначально отдельной традиции, в которой поражение Яма приписывалось ей, а не богу погоды, который в остальном не был включён в Цикл Баала. Если принять первое толкование, то возможно, что битвы изначально были частью Цикла Баала, и их описание занимало одну из лакун на ранних табличках. Если же верно последнее предложение, то намерением составителей могло быть согласование изначально отдельных рассказов. В тексте KTU 1.83 может присутствовать ссылка на битву Анат с Ямом или на дальнейшую традицию, где она и Баал сражались с ним вместе. Айча Рахмуни отмечает, что иногда утверждается, что другие чудовища, побеждённые Анат, были отождествлены с Ямом. Марк С. Смит и Уэйн Т. Питард выделяют драконоподобного Туннану как возможную неантропоморфную форму морского бога. Этот вывод подвергся критике со стороны Брендона С. Бенца, который утверждает, что Ям и Туннану представлены как отдельные существа. Он указывает, что ни в одном другом угаритском тексте он не отождествляется ни с этим существом, ни с другими морскими чудовищами, такими как Лотан. Хотя по мнению Шифмана угаритские мифологические змеи Лотан и Туннану фигурируют, как враги Баала, и также связаны с морем, что связывает их с Ямом.
Возможно, Ям упоминается ещё раз, когда Ашера замечает приближающихся к ней Баала и Анат. Согласно интерпретации Стива А. Виггинса, она приказывает своему рыбаку сдержать Яма сетью. Виггинс утверждает, что когда Ашера поняла, что намерения Баала мирные, она принимает меры предосторожности, чтобы он держался на расстоянии во время их встречи. В той же части истории Баал жалуется на обиду, с которой он недавно столкнулся. Предполагается, что врагом, о котором он упоминает, и который, вероятно, оскорбил его перед божественным собранием, был Ям.
Ям снова упоминается, когда Баал объясняет Котар-ва-Хасису, почему он не хочет, чтобы в его дворце было установлено окно. Возможно, он опасается, что это позволит Яму напасть или похитить его дочерей, Пидрай и Талай. Опасения Баала кажутся беспочвенными, и обе богини, о которых он беспокоится, продолжают появляться вместе с ним в последующих частях текста после установки окна. Предполагается, что часть сюжета, связанная с Ямом, полностью разрешается вскоре после этой сцены, когда Баал приглашает всех остальных богов в свой дворец, но из-за состояния сохранности таблички точные обстоятельства неясны. Имя Яма появляется в плохо сохранившемся отрывке, который, по общему мнению, слишком короткий, чтобы содержать описание битвы. Одна из возможных интерпретаций заключается в том, что собравшиеся божества гарантируют свою верность Баалу и отвергают верность Яму. Вместо фигуры Яма был также предложен бог Мот. Ям снова упоминается уже в Поэме о Пожирающих и Раздирающих, а также в Эпосе о Керете, где он становится ответственным за смерть родственников Керета поглотив шестерых из них.
Согласно Стиву А. Виггинсу, Ям упоминается ещё раз в гимне, завершающем Цикл Баала, который посвящён Шапаш. Однако, возможно, имеется в виду и обычное существительное, либо «море», либо «день». Виггинс предполагает, что этот отрывок может быть рубрикой, намекающей на ситуацию до победы Баала над Ямом, но также предполагает, что это может быть ещё одним указанием на то, что его следует понимать как постоянную угрозу в повествовании.

## Другие сирийские источники
Амореи поклонялись Яму, хотя в данном случае встречаемость этого теонима почти полностью ограничивается теофорными именами. Пять из них были идентифицированы среди 605 известных имён в текстах из западных мест, таких как царства Катна и Ямхад. Примеры включают 'Абду-Яммим («слуга Яма») из Туттуля, 'Адни-Ямму («Ям — моё блаженство») из Катны, и Ямму-кадум («Ям древний») из Ямхада. Также известно упоминание сутейца по имени Ямми-'ила («Ям — бог»).
В фундаментной надписи марийский царя Яхдун-Лима упоминается, что, достигнув побережья Средиземного моря (kišād ti’amtim), он сделал подношение морю (a-a-ab-ba), и его войска искупались в его водах. Хотя это слово не написано с так называемым божественным определителем, предполагается, что всё же имеется в виду божество, а именно Ям. Тот же царь также дал своему сыну Суму-Яману и, возможно, своей дочери Иа-ма-ма теофорные имена со ссылкой на Яма. Лица с такими именами, как Абдиямм («слуга Яма») и Илим («Ям — бог»), также упоминаются в марийских текстах.
Ям также засвидетельствован в источниках из Эмара. Подношение, сделанное совместно ему и ипостаси Астарты (ša abi), упоминается в тексте праздника зукру (табличка Эмар 373+) в разделе, посвящённом раздаче божествам ягнят, вина и различных видов хлеба. Зукру проводился раз в семь лет. Он имел больший размах, чем другие засвидетельствованные праздники, известные из Эмара, и, похоже, вовлекал весь пантеон города.
Хотя более поздние арамейские и лувийские артефакты из того же региона, например, стела из Телль-Ашара (Терка) и рельефы из Малатьи на территории современной Турции, интерпретируются как свидетельство знакомства с мотивом битвы между морем и богом погоды, в соответствующих текстовых источниках Ям не упоминается.

## Египетский приём
Ям был известен и в Древнем Египте. В текстах казней, датируемых временем правления Двенадцатой династии, встречаются теофорные имена чужеземцев, такие как 'Аби-Ямму («Ям — мой отец») и Ямму-на’уму («Ям приятен»). Однако его значение в древнеегипетской религии было незначительным, и ни в одном египетском источнике не засвидетельствован активный культ, посвящённый ему, хотя Ричард Г. Уилкинсон предположил, что он мог быть богом, которого «знали и боялись египетские мореплаватели».

### Папирус Астартыи связанные с ним источники

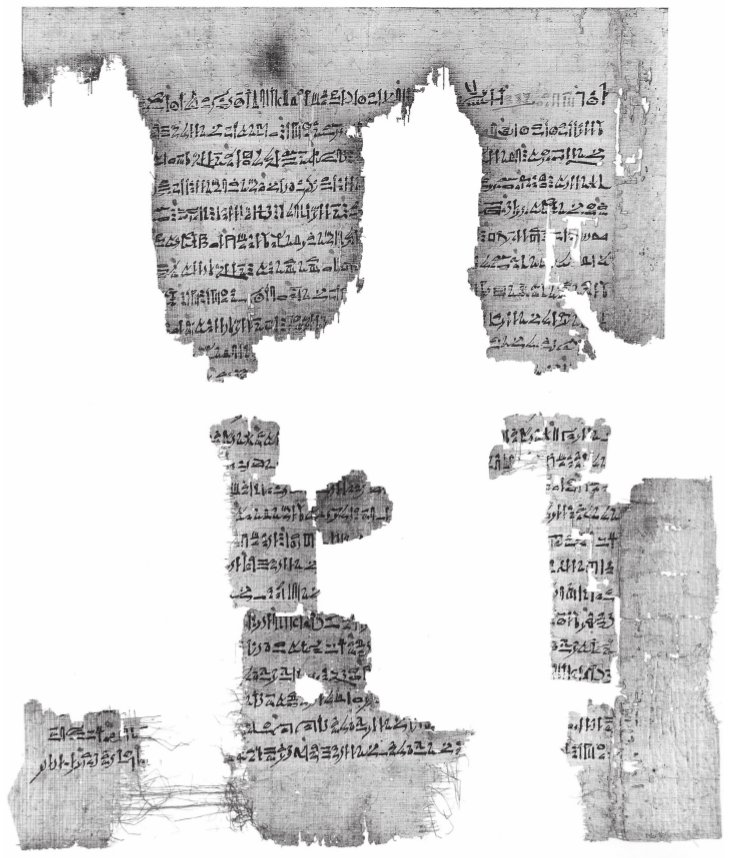
Египетский Папирус Астарты XVI—XIV веков до н. э. Состоит из папируса Национальной Библиотеки 202 (верху) и папируса Амхерст IX (внизу), которые принадлежат друг другу

Ям также засвидетельствован в так называемом Папирусе Астарты, в котором сохранился миф, посвящённый ему, Астарта и море. В тексте имеются многочисленные лакуны, что затрудняет полную реконструкцию и интерпретацию сюжета. В начале Ям покрывает землю своими водами, и требует, чтобы его сделали главой пантеона. Богине урожая Рененутет поручено приготовить для него дань из серебра, золота и лазурита. Её роль в этой композиции считается необычной, поскольку она была второстепенным божеством, и её деятельность кажется не связанной с её обычным характером. После пробела кто-то, возможно, та же богиня, посылает птицу, чтобы она прилетела в дом Астарты и разбудила её, чтобы она могла принести дары морю. Она реагирует на просьбу плачем, но в конце концов неохотно соглашается, и в плохо сохранившемся отрывке она смеётся и поёт перед Ямом, который сомневается в её прибытии:
(...)Откуда ты пришла, о дочь Птаха, о яростная и бушующая богиня? Износила ли ты сандалии, что на ногах твоих? Не разорвалась ли одежда на тебе от того, что ты ходишь и ходишь по небу и земле?.
Согласно Марку С. Смиту, признание Ям гнева Астарты следует интерпретировать как признак того, что её миссия провалилась. Она сообщает о результатах Эннеаде, и после некоторой паузы ещё одна дань приносится морю, на этот раз Птахом, Гебом и Нут. Они, очевидно, предоставляют ему свои драгоценности в качестве дани из-за его растущей жадности. Затем следует лакуна длиной более ста строк; когда рассказ возобновляется, море снова покрывает землю, и в отрывочном контексте упоминается Сет. Описание битвы не сохранилось, хотя известно, что она произошла в утраченных разделах благодаря строке, объясняющей, что текст описывает деяния, совершённые «для борьбы с морем». Предположительно, в конце концов Сет выходит победителем. Аллюзии на битву между Ямом и Сетом или Баалом также были обнаружены в Медицинском папирусе Херста, Большом Берлинском папирусе и Лейденском магическом папирусе. Во втором из этих текстов утверждается, что морской бог в конце концов уступил своему противнику согласно египетской традиции. Остракон из Дейр-эль-Медины с гимном, посвящённым Рамзесу III (oDeM 1222), который благосклонно сравнивает фараона с Сетом и подчёркивает его власть над морскими волнами, также может быть ссылкой на эту традицию.
Папирус Астарты был подготовлен в честь фараона Аменхотепа II, и из-за присутствия Птаха он мог быть составлен в Мемфисе. Однако в сюжете прослеживается влияние западно-семитской среды, хотя Сет играет роль, которая в других местах отводится Баалу. Возможно, он был заимствован непосредственно из угаритского Цикла Баала, хотя это предложение не является общепринятым, поскольку ряд сюжетных моментов не находит параллели в Цикле Баала. Мотив морского божества, требующего дань, сравнивали с хурритской Песнью моря, где божество, предлагающее дань, — Кумарби, а Шавушке поручено принести её; эти две фигуры — соответственно божество, связанное с зерном, и богиня, связанная с богом погоды, аналогично Рененутет и Астарте. Египетский и хурритский мифы могли быть заимствованы из одного источника, отличного от угаритского мифа.
Частично опираясь на Папирус Астарты, который, по мнению Ноги Айали-Даршан, может содержать упоминание о браке между Ямом и Астартой, она предположила, что первоначально в Леванте они рассматривались как супруги. Это предложение было критически оценено Марком С. Смитом, который отмечает, что текст указывает на то, что Астарта с грустью отреагировала на указание Эннеады, что сохранившиеся детали концовки не указывают на супружеские отношения между ней и Ямом, а также отсутствие параллелей в угаритском материале. Он также отмечает, что дополнительное свидетельство, которое она приводит, — возможная связь между эмарской Астартой ša abi и Ямом — не является убедительным, поскольку, хотя они вместе получают подношения в одном случае, эпитет первого божества может вместо этого относиться к типу святилища (abû), к месяцу в местном календаре (Abî) или к множественному числу слова «отец». Интерпретация эпитета ša abi как связанного со словом a-ab-ba («море») уже была отвергнута Дениелом Э. Флемингом в более раннем исследовании текстов Эмара. Смит допускает возможность связи между двумя божествами, хотя и отмечает, что она могла быть антагонистической, или что могла существовать традиция, в которой несколько богов соперничали за Астартой.

### Повесть о двух братьях
Согласно Ноги Аяли-Даршану, Ям также засвидетельствован как злобная антропоморфная фигура в Повести о двух братьях. Интерпретация моря в этом тексте как Яма также принята Гербертом Ниером. Один из одноимённых братьев, Бата, в какой-то момент предупреждает свою жену, женщину, созданную богами, не выходить на улицу, потому что море, или, как предполагает Аяли-Даршан, Ям, может унести её, но когда он уходит на охоту, она всё же выходит на улицу, где её замечает Ям, и с помощью дерева умудряется украсть прядь её волос. В конце концов, женщина тоже попадает в Египет и выходит замуж за фараона, что приводит к смерти Бата.

## Еврейская Библия и Талмуд
В еврейской Библии был обнаружен ряд упоминаний о Яме. Предполагается, что они отражают влияние общей западносемитской традиции на раннюю израильскую литературу. В этом контексте он представлен как враг Яхве. Подробное описание покорения моря можно найти в Пс. 17:16, Пс. 73:13, 14, Пс. 88:10, Наум. 1:4. Псалом 73:13 особо восхваляет Яхве словами: «Это ты уничтожил Яма своей мощью». Аллюзии на этот мотив присутствуют и в других книгах, например, в Авв. 3:8, Пс. 45:3, 4, Ис. 51:15, Иер. 5:22 и Иер. 31:35. Ряд ссылок на Яма также присутствует в Книге Иова, например, в Иов. 7:12 Иов спрашивает: «Разве я Ям или Таннин, что ты поставил надо мной стражу?». Однако, по мнению Фрица Штольца, этот текст отражает период, когда традиция борьбы Яхве с морем исчезала. Марк С. Смит и Уэйн Т. Питард дополнительно интерпретируют tĕhôm rabbâ, «Великую глубину», упомянутую в Ис. 51:10, как ссылку на Яма.
В книге Исайи: «Увы, шум народов многих! Как шум морей, они шумят, и гул народов, как гул вод многих, раздаётся! Народы, как гул вод многих, шумят, но Он прикрикнул на него, и он побежал далеко и был преследуем, как пыль горная от ветра и как смерч от бури» (Ис. 17:12, 13). В данном тексте «Он» — это Яхве, усмиряющий «гул вод» своим окриком, тогда как «он» — бог моря, против которого обращена угроза Яхве. Показательно единственное число: «на него», «он побежал», он «был преследуем», по мнению Шифмана, не соответствующее контексту пророчества, но уместное в мифе о борьбе Яхве с богом моря. Шифман также указывает, что из текстов Псалмов (Пс. 76:17, Пс. 92:2—4, Пс. 103:5—9) следует, что иудейско-израильский языческий миф о борьбе Яхве с богом морской стихии содержал следующие эпизоды: битва Яхве с богом моря; победитель Яхве прогоняет своим воплем воды и устанавливает им пределы, через которые они не могут переступить, следовательно, не могут затопить землю.
Более спекулятивное предложение заключается в том, что поскольку в Пс. 67:23, в Масоретском тексте слово «море» (yām) не снабжено определённым артиклем, оно используется как имя собственное и представляет собой ссылку на Яма, в то время как топоним Башан, присутствующий в той же строке, относится к чудовищу, чьё имя было бы созвучно аккадскому bashmu, причём в отрывке первоначально речь шла о «мордобое» ('ešbōm) олицетворённого водного объекта и змеевидного чудовища, а не о «возвращении» ('āšîb) из мест с аналогичным названием. Было также высказано предположение, что в описании интерьера Иерусалимского храма в 3 Цар. 5—8 могут упоминаться элементы, намекающие на победу Яхве над морем, причём упомянутое «расплавленное море» представляет собой побеждённого Яма.
Угаритский миф также был позже отражён в аггадическом трактате Талмуда Бава Батра, 74Б: В начале творения Бог сказал Князю Моря открыть рот и проглотить всю воду во вселенной, но Князь Море ответил, что довольно и того, что он будет «стоять спокойно», тогда Бог ударил и убил его.

## Финикийские свидетельства
Ни в одной финикийской надписи нет упоминаний о Яме, хотя предполагается, что он упоминается Филоном Библским под именем Понт. Филон представил своё изложение финикийской мифологии в Финикийской истории, как греческий перевод оригинала, написанного Санхуниатоном. Сегодня считается, что она представляет собой сочетание элементов различных финикийских и греко-римских традиций. Его характер эвгемеристичен, и все мифические фигуры представлены либо как смертные, обожествлённые благодаря выдающимся достижениям, либо как силы природы. Понт относится к числу фигур, называемых смертными. Он описывается как сын Нерея, что представляет собой обратное отношение между божествами, носящими эти имена в греческой мифологии. Скорее всего, из-за ошибочного цитирования, либо Филоном своих источников, либо Евсевием Филона, Понт также описывается как внук и современник Бела. Он сам является отцом двух детей, Посейдона и Сидон. Под последней, скорее всего, следует понимать одноимённую богиню города Сидон. Филон приписывает ей изобретение гимнов, но возможно, что она сама была морским божеством. Уран вёл войну против Понта с помощью Демарунта, хотя последний не добился успеха и был вынужден принести жертву морскому богу, чтобы спастись бегством. Хотя были предприняты попытки доказать, что Понт в данном контексте следует понимать как союзника Кроноса, то есть Эля, в тексте нет прямой поддержки этому предложению. Союзник Понта Демарунта был змей Тифон, возможный аналог Латану. Когда Крон раздаёт власть над миром, то море получает Понт. В другом отрывке Филон сообщает, что останки Понта были освящены в Библе Посейдоном, Кабирой, Агротой и Халией. Основа этого отрывка неизвестна, и хотя его сравнивали с рассказом об освящении тела Осириса в Библе в De Iside et Osiride Плутарха, место не совпадает, и связь не может быть доказана.
Идентификация Понта у Филона как поздней версии Яма поддерживается рассказом о его конфликте с Демарунтом, соответствующим Баалу, и аналогичным значением имени Понта, которое можно перевести с греческого как «море». Альберт И. Баумгартен предположил, что Посейдон также соответствует Яму, поскольку, согласно ему, «одно семитское божество может в разных местах отождествляться с разными греческими богами и наоборот» в писаниях Филона. Однако, как утверждает Аарон Дж. Броди, финикийское божество, засвидетельствованное и в других источниках, чьим interpretatio graeca был Посейдон, не соответствует Яму. Его финикийское имя остаётся неизвестным из-за отсутствия ссылок в двуязычных текстах, но, скорее всего, он был божеством, защищающим моряков.
В одном из арабских средневековых трактатов был найден один из вариантов космогонии финикийцев. В начале всего было вечное «Море», которое, по-видимому, поднималось, как купол. И это «Море» породило Хусора — героя, который был воплощением суши и горы, с которой начала стекать мировая река — Евфрат, а на вершине горы вырос кедр. После этого «Море» произвело на свет семь яиц, из которых вышли в мир семь богов. Один из них нырнул в «Море» и вынырнул вновь из него быстро, как стрела, и поэтому позже люди назвали его «Стрелой» — то есть Решефом. Другими богами были «Лук», «Молния», «Венок», «День-и-Ночь». И в этом ряду божеств, происшедших из семи яиц, произведённых «Морем», были также «Владычица мира» и «Юноша» — два космических существа, первая пара людей в мире. После этого «Венок» опустился на «Море», и оно стало плоским. А затем все эти боги создали мир, а «Море» стало высшим богом.
В одной из версий мифа о воскрешении Мелькарта, он выступает в поход и на пути Ливию, или в Испанию, Тифон нападает на Мелькарта и убивает его. По версии Циркина, Тифон может быть отожествлён с Ямом или Мотом.

### Связь Яма и Йево
Йево (Ieuo) был божеством, которому, вероятно, поклонялись в Берите, и известным из Финикийской истории Филона Библского. Он был сыном Крона и неизвестной богини по имени Анобрет. Йево был связан с морскими божествами, и, вероятно, был также аналогом угаритского Яма, который в Цикле Баала получает имя yw, которое может быть связано с Йево. Существуют сведения, предполагающее, что на раннем этапе своего развития, Йево считался богом осени и сбора урожая, позднее ставший морским божеством. Предположение, основанное на видимой схожести имён, о связи Йево с Яхве, который не засвидетельствован в источниках старше стелы Меша, считается неправдоподобным. Циркин также замечает, что Яхве играет в Библии роль «победителя вод» и Левиафана, так же как и Баал, что ставит его в противоположную роль к Йево.

## Сравнительная мифология
В прошлых исследованиях конфликт между Ямом и Баалом в угаритском Цикле Баала понимался как космогоническая битва, как утверждал, например, Фрэнк Мур Кросс, и как таковой сравнивался с месопотамским мифом Энума Элиш. Многие авторы описывали битву между Ямом и Баалом как пример мотива хаоскампфа. Такие исследователи, как Уильям Ф. Олбрайт, рассматривали Яма и Тиамат как аналоги. Научный консенсус постепенно начал меняться в 1990-х годах, при этом возражения иногда высказывались и раньше, например, Джонасом К. Гринфилдом. Хотя мотив борьбы является общим для обоих мифов, Цикл Баала не является примером повествования, сосредоточенного на младшем поколении богов, вытесняющем старшее. В отличие от Тиамат, Ям не понимался как первобытное божество, а скорее как активно поклоняемый бог, принадлежащий к тому же поколению, что и Баал. Как отмечает Аарон Тугендхафт, конфликт в Цикле Баала происходит в рамках уже сложившейся иерархии божеств, и хотя Баал обретает царскую власть, победив Яма, его правление не является исключительным. Он также не признавался царём до этого события, в отличие от противника Тиамат — Мардука. Кроме того, победа над Ямом не делает его автоматически царём богов, и он всё ещё должен обратиться к Элю, чтобы получить дом, как другие члены пантеона. Более того, ему требуется помощь Котар-ва-Хасиса и поддержка Астарты для достижения победы над Ямом, что не находит аналогов в истории Мардука. Ям также не изображается как космическая угроза, в отличие от Тиамат, и его действия не угрожают божественному совету или вселенной. Брендан К. Бенц также утверждает, что даже ярлык «хаоскампф» неверен, поскольку, по его мнению, Цикл Баала не вращается вокруг борьбы с хаосом, а Ям действует не как сила беспорядка, а скорее как законный претендент на звание царя богов. Битва Яма и Баала также не приводит к сотворению мира. Сцена разделения тела Тиамат не находит аналогов в угаритской литературе. Сегодня мнение, что Цикл Баала является космогонией, в целом больше не принимается, и предполагается, что эта композиция и Энума Элиш представляют собой примеры адаптации мотива, впервые засвидетельствованного в Мари. В дополнение к повествовательным различиям, было также отмечено, что в отличие от Яма, Тиамат никогда не понималась как активно поклоняемое божество и не получала подношений.
Хотя среди месопотамских божеств не было выявлено параллели Яму, было отмечено, что между ним и хурритским морским богом Киаше существует сходство. В хурритском списке подношений из Угарита он занимает положение, сопоставимое с Ямом. Более того, миф, посвящённый ему, Песнь моря, затрагивает темы, схожие с поэмой о Яме Цикла Баала. Его центральной темой является конфликт между богом погоды Тешшубом и богом моря. Исполнение Песни моря было связано с ритуальной ролью горы Цафон, называемой в этом контексте Хаззи. Мейндерт Дийкстра дополнительно отмечает, что хурритский миф о Хедамму, морском чудовище, аналогично изображаемом как враг бога погоды, можно считать близкой параллелью конфликта с участием Яма в угаритской мифологии.

### На русском языке
Книги
- Гордон С. Ханаанейская Мифология // Мифологии Древнего Мира / под ред. Якобсона В. А.. — М.: Наука, 1977. — С. 456.
- О Ба’лу. Угаритские поэтические повествования / Шифман И. Ш. (пер. с угарит., введ., коммент.). — М.: Восточная литература, 1999. — 536 с. — (Памятники письменности Востока). — ISBN 5-02-017805-5.
- Тураев Б. А. Отрывки… Филона Библского // Финикийская мифология / под ред. С. Довженко. — СПб.: Летний Сад, журнал «Нева», 1999. — С. 37—119. — ISBN 5-87516-125-6.
- Угаритский эпос / Шифман И. Ш. (введ., пер с угарит. и коммент.) под отв. ред. А. Б. Халидова. — М.: Наука, Восточная литература, 1993. — 339 с. — (Памятники письменности Востока). — ISBN 5-02-017247-2.
- Циркин Ю. Б. Введение // Финикийская мифология / под ред. С. Довженко. — СПб.: Летний Сад, журнал «Нева», 1999. — С. 5—36. — ISBN 5-87516-125-6.
- Циркин Ю. Б. Мифы Финикии и Угарита. — М.: Астрель, АСТ, 2003. — 478 с. — ISBN 5-271-00440-6.
- Циркин Ю. Б. Мифы и легенды народов мира. — М.: Литература, Мир книги, 2004. — Т. 12. Передняя Азия. — 416 с. — ISBN 5-8405-0649-4.

### На других языках
Книги
- Archi, Alfonso. Ebla and Its Archives (англ.). — De Gruyter, 2015. — 854 p. — ISBN 978-1-61451-716-0.
- Ayali-Darshan, Noga. The Bride of the Sea. The Traditions About Astarte and Yamm in the Ancient Near East // A woman of valor: Jerusalem Ancient near Eastern studies in honor of Joan Goodnick Westenholz (англ.) / eds. Horowitz, Wayne; Gabbay, Uri; Vukosavovic, Filip. — Consejo Superior de Investigaciones Cientificas, 2010. — P. 19—34. — ISBN 978-84-00-09182-8.
- Ayali-Darshan, Noga. The Storm-God and the Sea: The Origin, Versions, and Diffusion of a Myth throughout the Ancient Near East (англ.). — J.C.B. Mohr Verlag, 2020. — 282 p. — ISBN 978-3-16-155954-9.
- Baumgarten, Albert I. The Phoenician history of Philo of Byblos: a commentary (англ.). — Leiden: Bril, 2015. — 332 p. — ISBN 978-90-04-29568-1.
- Benz, Brendon C. Yamm as the Personification of Chaos? A Linguistic and Literary Argument for a Case of Mistaken Identity // Creation and Chaos. A Reconsideration of Hermann Gunkel's Chaoskampf Hypothesis (англ.) / eds.  In Scurlock, JoAnn; Beal, Richard H. — Penn State University Press, 2013. — P. 127—145. — ISBN 9781575068657.
- Bordreuil, Pierre; Pardee, Dennis. A Manual of Ugaritic (англ.). — Penn State University Press, 2009. — 368 p. — ISBN 978-1-57506-652-3.
- Brody, Aaron J. Each man cried out to his God: the specialized religion of Canaanite and Phoenician seafarers. (англ.). — Atlanta: Scholars Press, 1998. — 177 p. — ISBN 978-90-04-36919-1.
- Buck, Mary E. The Amorite Dynasty of Ugarit: Historical Implications of Linguistic and Archaeological Parallels. (англ.). — Boston: Brill, 2019. — 392 p. — ISBN 978-90-04-41511-9.
- Charpin, Dominique. Akkadian and the Amorites // History of the Akkadian Language (2 vols) (англ.) / ed. Vita, Juan Pablo. — Brill, 2021. — P. 1177—1212. — ISBN 978-90-04-44521-5.
- Cho, Sang Youl. Lesser Deities in the Ugaritic Texts and the Hebrew Bible (англ.). — Gorgias Press, 2013. — 382 p. — ISBN 978-1-4632-1437-1.
- Fleming, Daniel E. Time at Emar: The Cultic Calendar and the Rituals from the Diviner's Archive (англ.). — Pennsylvania State University Press, 2000. — 352 p. — ISBN 978-1-57506-044-6.
- Foster, Benjamin R. Before the Muses: an Anthology of Akkadian Literature (англ.). — Bethesda, Md: CDL Press, 2005. — 1044 p. — ISBN 1-883053-76-5.
- Hoch, James E. Semitic Words in Egyptian Texts of the New Kingdom and Third Intermediate Period (англ.). — Princeton University Press, 1994. — 572 p. — ISBN 978-1-4008-6388-4.
- Huehnergard, John. The Akkadian of Ugarit (англ.). — Boston: Brill, 2019. — 473 p. — ISBN 978-90-04-38584-9.
- Kogan, Leonid; Krebernik, Manfred. Eblaite // History of the Akkadian Language (2 vols) (англ.) / ed. Vita, Juan Pablo. — Brill, 2021. — P. 664—989. — ISBN 978-90-04-44521-5.
- Krebernik, Manfred. Jenseitsvorstellungen in Ugarit // Jenseitsvorstellungen im Orient (нем.) / eds. Bukovec, Predrag; Kolkmann-Klamt, Barbara. — Kovač, 2013. — S. 183—215. — ISBN 978-3-8300-6940-9.
- Lambert, Wilfred G. Babylonian Creation Myths (англ.). — Winona Lake, Indiana: Eisenbrauns, 2013. — 656 p. — ISBN 978-1-57506-861-9.
- Pardee, Dennis. Ritual and cult at Ugarit. Atlanta: Society of Biblical Literature (англ.). — Brill, 2002. — 299 p. — ISBN 978-90-04-12657-2.
- Rahmouni, Aicha. Divine epithets in the Ugaritic alphabetic texts (англ.) / translated by J. N. Ford. — Leiden, Boston: Brill, 2008. — 448 p. — ISBN 978-90-474-2300-3.
- Rutherford, Ian. The Song of the Sea (SA A-AB-BA SIR3). Thoughts on KUB 45.63 // Akten des IV. Internationalen Kongresses für Hethitologie: Würzburg, 4.-8. Oktober 1999 (англ.). — Wiesbaden: Harrassowitz, 2001. — P. 598—609. — ISBN 3-447-04485-3.
- Schwemer, Daniel. Die Wettergottgestalten Mesopotamiens und Nordsyriens im Zeitalter der Keilschriftkulturen: Materialien und Studien nach den schriftlichen Quellen (нем.). — Wiesbaden: Harrassowitz, 2001. — 1024 S. — ISBN 978-3-447-04456-1.
- Simpson, William Kelly; Ritner, Robert Kriech. The literature of ancient Egypt: an anthology of stories, instructions, stelae, autobiographies, and poetry. (англ.). — New Haven, Conn.: Yale University Press, 2003. — 544 p. — ISBN 978-0-300-12856-7.
- Smith, Mark S. The Ugaritic Baal cycle. Volume I. Introduction with Text, Translations and Commentary of KTU 1.1-1.2 (англ.). — Leiden: Brill, 1994. — 446 p. — ISBN 978-90-04-09995-1.
- Smith, Mark S.; Pitard, Wayne T. The Ugaritic Baal cycle. Volume II. Introduction with Text, Translations and Commentary of KTU 1.3-1.4 (англ.). — Leiden: Brill, 2009. — 904 p. — ISBN 978-90-04-09995-1.
- Smith, Mark. ’Athtart in Late Bronze Age Syrian Texts // Transformation of a goddess: Ishtar-Astarte-Aphrodite (англ.). — Fribourg, Göttingen: Academic Press Fribourg, Vandenhoeck & Ruprecht, 2014. — 228 p. — ISBN 978-3-7278-1748-9.
- Thames, John Tracy. The politics of ritual change: the Zukru festival in the political history of late Bronze Age Emar. (англ.). — Leiden: Brill, 2020. — 345 p. — ISBN 90-04-42911-5.
- Tugendhaft, Aaron. Babel-Bible-Baal // Creation and Chaos. A Reconsideration of Hermann Gunkel's Chaoskampf Hypothesis (англ.) / eds. Scurlock, JoAnn; Beal, Richard H. — Penn State University Press, 2013. — P. 190—198. — ISBN 9781575068657.
- van Soldt, Wilfred H. Divinities in Personal Names at Ugarit, Ras Shamra // Etudes ougaritiques IV (англ.) / eds. M. Al-Maqdissi; V. Matoian. — Paris, Leuven; Walpole, MA: Editions recherche sur les civilisations, Peeters, 2016. — 324 p. — (Ras Shamra — Ougarit). — ISBN 978-90-429-3439-9.
- Wiggins, Steve A. Shapsh, Lamp of the Gods // Ugarit, Religion and Culture (англ.) / eds. Gibson, John C. L.; Wyatt, Nicolas; Watson, Wilfred G. E.; Lloyd, J. B. — Münster: Ugarit-Verlag, 1996. — 448 p. — ISBN 3-927120-37-5.
- Wiggins, Steve A. A reassessment of Asherah: with further considerations of the goddess (англ.). — Piscataway, N.J.: Gorgias Press, 2007. — 391 p. — ISBN 978-1-59333-717-9.
- Wilkinson, Richard H. The Complete Gods and Goddesses of Ancient Egypt (англ.). — London: Thames and Hudson, 2003. — 256 p. — (The Complete Series). — ISBN 978-0-500-05120-7.

Статьи
- Archi, Alfonso. Orality, Direct Speech and the Kumarbi Cycle (англ.) // журнал. — De Gruyter, 2009. — Bd. 36, no. 2. — P. 209—229. — ISSN 0232-8461. — doi:10.1524/aofo.2009.0012.
- Ayali-Darshan, Noga. The Other Version of the Story of the Storm-god's Combat with the Sea in the Light of Egyptian, Ugaritic, and Hurro-Hittite Texts (англ.) // Journal of Ancient Near Eastern Religions : журнал. — Brill, 2015. — Vol. 15, no. 1. — P. 20—51. — ISSN 1569-2116.
- del Olmo Lete, Gregorio; Sanmartin, Joaquín. YM // A Dictionary of the Ugaritic Language in the Alphabetic Tradition (англ.). — Leiden, Netherlands; Boston, United States: Brill, 2015. — P. 950—952. — ISBN 978-9-004-28865-2.
- Dijkstra, Meindert. Ishtar seduces the Sea-serpent. A New Join in the Epic of Hedammu (KUB 36, 56+95) and its meaning for the battle between Baal and Yam in Ugaritic Tradition // Ugarit-forschungen (англ.). — Münster: Ugarit Verlag, 2012. — Bd. 43. — P. 53—83. — ISBN 3-86835-086-1.
- Lewis, Theodore J. ʿAthtartu's Incantations and the Use of Divine Names as Weapons (англ.) // Journal of Near Eastern Studies : журнал. — 2011. — Vol. 70, no. 2. — P. 207—227. — ISSN 0022-2968. — doi:10.1086/661117.
- Niehr, Herbert. Yammu // Reallexikon der Assyriologie (англ.). — De Gruyter, 2016. — Vol. 15. — S. 142—144. — (Reallexikon der Assyriologie und vorderasiatischen Archäologie). — ISBN 9783110462180.
- Pitard, Wayne T. The Binding of Yamm: A New Edition of the Ugaritic Text KTU 1.83 (англ.) // Journal of Near Eastern Studies. — University of Chicago Press, 1998. — Vol. 57, no. 4. — P. 261—280. — ISSN 0022-2968. — JSTOR 545451.
- Stolz, Fritz. Sea // Dictionary of Deities and Demons in the Bible (англ.) / eds. van der Toorn, Karel; Becking, Bob; van der Horst, Pieter W. — Eerdmans, 1999. — P. 737—742. — ISBN 978-0-8028-2491-2.
- Tugendhaft, Aaron. On ym and dA.AB.BA at Ugarit // Ugarit-forschungen (англ.). — Münster: Ugarit Verlag, 2011. — Bd. 42. — P. 697—712. — ISBN 978-3-86835-053-1.
- Tugendhaft, Aaron. Politics and Time in the Baal Cycle (англ.) // Journal of Ancient Near Eastern Religions : журнал. — Brill, 2012. — Vol. 12. — Iss. 2. — P. 145—157. — ISSN 1569-2116. — doi:10.1163/15692124-12341235.
- Wiggins, Steve A. Pidray, Tallay and Arsay in the Baal Cycle (англ.) // Journal of Northwest Semitic Languages : журнал. — Brill, 2003. — Vol. 29, no. 2. — P. 83—101.